# Homburg
Pour les articles homonymes, voir Hombourg.
Homburg est une commune suisse du canton de Thurgovie, située dans le district de Frauenfeld.